# Werner Wieland
Werner Wieland (18 de octubre de 1910 - 9 de junio de 1984) fue un actor y director radiofónico de nacionalidad alemana.

## Biografía
Nacido en Leipzig, Alemania, la carrera de Wieland como actor se inició en el cabaret. Mientras tanto, tomaba clases de interpretación con Douglas Sirk y Peter Stanchina, actuando más adelante como actor independiente. Tras el final de la Segunda Guerra Mundial actuó por vez primera en Quedlinburg, trabajando después en Leipzig para la radio, a menudo dirigiendo radiodramas. 
En el cine Wieland actuó por vez primera con el papel de Gustav Noske en el film Das Lied der Matrosen (1958). A partir de entonces actuó en numerosas producciones cinematográficas y televisivas, llegando su último papel en 1983 en Zille und ick.
Werner Wieland falleció en Potsdam, Alemania, en 1984.

## Filmografía (selección)
- 1958 : Das Lied der Matrosen
- 1959 : Verwirrung der Liebe
- 1962 : Das grüne Ungeheuer (miniserie TV)
- 1963 : Es geht nicht ohne Liebe (telefilm)
- 1963 : Die Spur führt in den 7. Himmel (serie TV)
- 1965 : Lots Weib
- 1964 : Das Lied vom Trompeter
- 1967 : Das Mädchen auf dem Brett
- 1968 : Abschied
- 1968 : Spur des Falken
- 1969 : Osvobozhdenie: Napravlenie glavnogo udara
- 1972 : Polizeiruf 110 (serie TV), episodio Der Tote im Fließ
- 1973 : Die sieben Affären der Doña Juanita (telefilm)
- 1974 : Leben mit Uwe
- 1975 : Blumen für den Mann im Mond
- 1979 : Nachtspiele
- 1980 : Levins Mühle
- 1981 : Darf ich Petruschka zu dir sagen?
- 1983 : Pianke (telefilm)
- 1983 : Zille und ick

## Radio (director)
- 1949 : Nikolái Gógol: Die Brautschau (Mitteldeutscher Rundfunk)
- 1951 : Heinrich von Kleist: Der zerbrochne Krug (Berliner Rundfunk)
- 1951 : Walter Karl Schweikert: Herhören, hier spricht Jesus Hackenberger, con Willy A. Kleinau (MDR -Sender Leipzig)
- 1953 : Carl Sternheim: Die Kassette (Berliner Rundfunk)
- 1954 : Walter Karl Schweikert: Herhören, hier spricht Hackenberger, con Willy A. Kleinau (Rundfunk der DDR)
- 1955 : Molière: Tartuffe (Rundfunk der DDR)
- 1957 : Horst Girra: Die gläserne Spinne (Rundfunk der DDR)
- 1958 : Peter Erka: Autos machen Leute (Rundfunk der DDR)
- 1960 : Jiri Melisek: Eine Bärenjagd (Rundfunk der DDR)
- 1960 : Rosel Willers: Gelegenheit macht Liebe (Rundfunk der DDR)
- 1964 : Walter Alberlein: Künstlerpech (Rundfunk der DDR)